# Roger Fischlin
Roger Fischlin, né le 7 mars 1893 à Bruxelles en Belgique et mort à une date inconnue, est un footballeur belge qui évoluait au poste de gardien de but et s'est reconverti comme arbitre au milieu des années 1920.

## Biographie
Roger Fischlin fut actif comme gardien de but au début du XXe siècle dans plusieurs clubs phares du pays. Véritable globe-trotter du football belge, il joue à Bruxelles, aussi bien au Racing qu'au Daring, deux formations éminemment concurrentes, mais également au Standard de Liège ainsi qu'à Anvers, au Beerschot dont il devient le capitaine et où il raccroche les crampons en 1925.
Il est mêlé à une sombre affaire de corruption en 1914 qui coûte son poste d'entraîneur national à Charles Bunyan. En effet, en prévision d'une joute entre le Standard et le Racing, le 1er mars, Bunyan, entraîneur du Racing, où évoluaient ses deux fils, mais également des Diables Rouges, est approché par un responsable sportif des « Rouches » (le Standard de Liège), Charles Lespineux, qui lui promet une somme d'argent importante au cas où son club battrait les « Rats » (le Racing Club de Bruxelles). La tentative est vaine, le Racing s'impose à Liège par 3 buts à 1 mais le pot aux roses est découvert, Lespineux ayant du reste avoué. Celui-ci et Roger Fischlin, alors portier du Standard, sont disqualifiés à vie le 7 avril. En raison d'actes héroïques rendus pendant la future Première Guerre mondiale, le portier bruxellois sera plus tard amnistié et réhabilité en 1919.
En effet, pendant la Grande Guerre, à l'image de nombreux sportifs belges, il s'engage comme volontaire de guerre tout d'abord chez les grenadiers avant de rejoindre le corps expéditionnaire belge des autos-canons-mitrailleuses,. Il continue à pratiquer le football pendant le conflit et devient membre des Jass, l'équipe militaire belge, dont il arbitre d'ailleurs par la suite une rencontre comme assistant le 9 mai 1925.
Ayant visiblement pris goût à l'arbitrage lors de cette expérience, après sa carrière de joueur, il décide de se reconvertir et commence sa formation en 1925. Il réussit son examen théorique en avril 1926 et commence à officier à partir de la saison 1926-1927.
Roger Fischlin est considéré comme un excellent gardien de but, dont il n'est d'ailleurs pas rare qu'on sollicite l'avis,, mais il n'est néanmoins jamais convoqué en équipe nationale. Il doit y faire face à une concurrence rude car, respectivement avant et après la guerre, Henri Leroy, de l'Union Saint-Gilloise, et Jean De Bie, du Racing Club, sont des titulaires indiscutables.

## Palmarès

### En club
|  |  | Racing CB - Coupe de Belgique (1) : - Vainqueur : 1912 |  | Daring CB - Championnat de Belgique (1) : - Champion : 1921 |  | Beerschot AC - Championnat de Belgique (3) : - Champion : 1922, 1924 et 1925 - Vice-champion : 1923 |